# 邓婕
邓婕（1957年10月22日—），中國大陸女演员、制片人。中国民主促进会第十二、十三、十四届中央委员，因出演電視劇《红楼梦》中王熙鳳一角廣為大陸觀衆熟知。丈夫是著名演员张国立。

## 生平
邓婕出生于川剧世家。父亲是川剧界知名演员邓渠如，母亲是川剧演员邹开琼，邓婕3岁时父亲去世，她由外婆抚养长大，中学就读于重庆第六中学。1973年考入四川省川剧学校，1978年毕业分配至四川省川剧院，成为剧院骨干。1980年，与峨嵋电影制片厂的灯光师张蒙结婚。因聚少离多，两人于1984年离婚。
1984年，邓婕被《红楼梦》剧组选中，出演王熙凤一角，凭戏曲功底和演技获得高度赞誉，并获得第4届大众电视金鹰奖最佳女配角奖、第7届中国电视剧飞天奖优秀女配角奖。
1994年，邓婕参演电视剧《宰相刘罗锅》，在其中饰演温婉睿智的刘墉夫人，凭此剧获得了第14届大众电视金鹰奖最佳女配角奖。1996年，与剧中主演张国立结婚。婚后，两人合作拍摄制作电视剧《康熙微服私访记》，由张国立兼任导演，邓婕担任制片人，该系列电视剧取得了巨大成功，并在当年掀起了一股“戏说传奇”古装电视剧的风潮。两人婚后并未生育，只领养了一子一女。2000年代后期逐渐退居幕后，2021年复出主演电视剧《我的助理不简单》。

## 作品

### 电视剧
| 年份   | 劇名                      | 角色              |
| ------ | ------------------------- | ----------------- |
| 1983年 | 川剧《红娘》              | 紅娘              |
| 1984年 | 《密码没有泄露》          |                   |
| 1984年 | 《燃烧的路》              |                   |
| 1987年 | 《红楼梦》                | 王熙鳳            |
| 1987年 | 《长城故事》              |                   |
| 1988年 | 《死水微澜》              | 劉三金            |
| 1990年 | 《御河桥》                | 柯寶珠            |
| 1990年 | 《陈毅三进泰州城》        |                   |
| 1991年 | 《纸圣传奇》              | 竇太后            |
| 1992年 | 《孝女心》                |                   |
| 1992年 | 《越过雨季》              |                   |
| 1994年 | 《宰相刘罗锅》            | 劉夫人（ 霞兒 ）  |
| 1994年 | 《真情曲》                |                   |
| 1996年 | 《金融家》                | 祝隽敏            |
| 1997年 | 《慈禧西行》              | 慈禧              |
| 1997年 | 《女工情话》              | 夏琳              |
| 1998年 | 《明镜高悬》              | 縣官夫人          |
| 1998年 | 《苍天有泪》              | 金銀花            |
| 1998年 | 《康熙微服私访记Ⅰ》       | 宜妃（ 鳳兒 ）    |
| 1999年 | 《康熙微服私访记Ⅱ》       | 宜妃（ 鳳兒 ）    |
| 2000年 | 《康熙微服私访记Ⅲ 》      | 宜妃（ 鳳兒 ）    |
| 2001年 | 《长缨在手》              | 湯慈君            |
| 2002年 | 《我这一辈子》            | 瑞子              |
| 2002年 | 《康熙微服私访记IV》      | 林風兒 （ 宜妃 ） |
| 2003年 | 《布衣知县梵如花》        | 呂大龍            |
| 2003年 | 《双龙会》 (又名布衣天子) | 大梅              |
| 2004年 | 《五月槐花香》            | 茹秋蘭            |
| 2004年 | 《宋莲生坐堂》            | 如月              |
| 2005年 | 《龙非龙凤非凤》          | 慈禧              |
| 2005年 | 《济公新传》              | 觀音              |
| 2006年 | 《亲兄热弟》              | 祝美蓮            |
| 2012年 | 《你是我爱人》            | 藺海麗            |
| 2023年 | 《我的助理不简单》        | 吳敬芳            |

### 电影
| 年份   | 片名           | 角色 |
| ------ | -------------- | ---- |
| 1987年 | 《松赞干布》   |      |
| 1987年 | 《书剑恩仇录》 |      |
| 1989年 | 《女贼》       |      |

## 获奖
| 年份   | 頒獎典禮                                             | 獎項                       | 作品           | 結果 |
| 1987年 | 中国电视金鹰奖                                       | 最佳女配角                 | 《红楼梦》     | 獲獎 |
| 1996年 | 中国电视金鹰奖                                       | 最佳女配角                 | 《宰相刘罗锅》 | 獲獎 |
| 2000年 | 首届双十佳                                           | 十佳演员奖                 |                | 獲獎 |
| 2002年 | 第二十届中国电视金鹰奖                               | 最佳电视剧银奖             | 《我这一辈子》 | 獲獎 |
| 2005年 | 第二十五届中国电视剧飞天奖                           | 长篇电视剧二等奖           | 《五月槐花香》 | 獲獎 |
| 2007年 | 第二十六届中国电视剧飞天奖                           | 长篇电视剧三等奖           | 《亲兄热弟》   | 獲獎 |
| 2008年 | 第二届大爱盛典                                       | 内地年度慈善公益人物大奖   |                | 獲獎 |
| 2008年 | 第五届南方盛典剧变50年                               | 十大经典电视剧奖           | 《红楼梦》     | 獲獎 |
| 2008年 | 全国妇联宣传部和《GOOD好主妇》杂志联合主办的爱心盛典 | 中国爱心家庭榜样大奖       |                | 獲獎 |
| 2008年 | 国剧盛典                                             | 回响30年最具影响力人物奖   |                | 獲獎 |
| 2009年 | 第三届大爱盛典                                       | 慈善典范人物大奖           |                | 獲獎 |
| 2009年 | 上海慈善群英会                                       | 灾区孩子最喜爱的慈善明星奖 |                | 獲獎 |
| 2011年 | 中国电视剧产业二十年群英盛典                         | 突出贡献人物奖             |                | 獲獎 |